# 古布比
古布比（Gubbi），是印度卡纳塔克邦Tumkur县的一个城镇。总人口16802（2001年）。

## 人口
该地2001年总人口16802人，其中男性8631人，女性8171人；0—6岁人口1794人，其中男932人，女862人；识字率75.62%，其中男性为79.82%，女性为71.18%。